# نموذج العناية بالأورام
نموذج العناية بالأورام (OCM) هو نظام للدفع قائم على الحلقات تم تطويره بواسطة مركز الرعاية الطبية والإبداع الطبي. تم تصميم نموذج (multi-payer) لحالات الرعاية المنفصلة، وبشكل خاص تلك التي تنطوي على العلاج الكيميائي، والتي تسبب نوبة تدوم لمدة ستة أشهر. :372 يجمع البرنامج بين مدفوعات الرسوم مقابل الخدمة (FFS) مقابل الخدمات الثابتة، والمدفوعات الشهرية للرعاية الإضافية بموجب إرشادات منظمة، والمدفوعات المستندة إلى الأداء التي يتم وزنها مقابل مقاييس الجودة ومقاييس الأداء.
يعد (OCM) جزءًا من الانتقال العام ويكون بعيدًا عن نموذج (FFS)، «الذي يدفع الأطباء والمستشفيات وفقًا لعدد الإجراءات التي يقومون بها، تجاه الرعاية القائمة على القيمة، والتي تدفع بناءا على أساس ما يساعد المرضى على التحسن». تم تقديم هذه الفكرة عن طريق قانون رعاية بأسعار معقولة (ACA)، الذي تم توقيعه ليصبح قانونًا في 23 مارس 2010. اعتبارًا من 18 مارس 2017 ، يتم استخدام (OCM) بواسطة 190 مجموعة من مقدمي الرعاية الصحية،  والتي تضم أكثر من 3000 طبيب في الولايات المتحدة. إلى جانب مراكز الرعاية الطبية والخدمات الطبية، يتم قبول نظام الدفع من خلال 16 برنامجًا آخر لتغطية الرعاية الصحية في الولايات المتحدة. دخل نموذج الدفع في حيز التنفيذ في يوليو 2016، وحظر إجراء تغييرات على قانون الرعاية بأسعار معقولة، من المقرر أن يستمر حتى عام 2021. خلال فترة الخمس سنوات هذه، يقدر أن النموذج سيُستخدم مقابل 6 مليارات دولار تنفق على الرعاية الطبية لـ 155,000 مريض.
البرنامج عبارة عن حركة من قبل (CMS) لتحويل تركيزه ليشمل الرعاية المتخصصة. :372 كان تصميم الحزم مصدر للثناء والنقد لنظام الدفع. تم انتقاد البرنامج لأنه لم يصل إلى الحد الكافي؛ هذا لا يقوم بإلغاء (FFS) تماما. تشمل الانتقادات الأخرى إلى افتقار المرونة في السماح لأطباء الرعاية الأولية بإجراء الرعاية بالطريقة التي يرونها مناسبة، والطبيعة العشوائية للفترة الزمنية أو واقعة، والعبء المعقد لمعايير إعداد التقارير، وكيف تعاقب هذه الممارسات بناءاعلى النتائج الخارجة عن إرادتهم.

## التاريخ
كلف قانون الرعاية بأسعار معقولة بإنشاء مركز للرعاية الطبية والإبداع الطبي (CMMI) كجزء من مراكز التأمين الصحي خدمات الرعاية الطبية (CMS). تم إنشاؤه لاختبار «نماذج نظام الدفع والتسليم» الجديدة ليتم استخدامها من قبل «Medicare وMedicaid وبرنامج التأمين الصحي للأطفال.»  أنشأ التشريع أيضًا نموذج منظمات الرعاية المسئولة (ACO)، والذي يجعل ممارسي الرعاية الصحية المسجلين طوعًا مسؤولين أمام المرضى ودافعي الطرف الثالث عن جودة خدماتها وملاءمتها وفعاليتها. (ACO) قد قدم مفهوم المكافآت استنادًا إلى المدخرات أو «المدخرات المشتركة»، والتي سيتم تطبيقها لاحقًا على (OCM). ومع ذلك، كانت النتائج مختلطة، مع «31 في المئة فقط من حوالي 400 (ACOs)» ناجحة في رؤية العوائد.
البرنامج ذو الصلة هو (Community Oncology Medical Home) أو COME HOME ، وهو برنامج لتطوير المنازل الطبية كجزء من العديد من مراكز الأورام في جميع أنحاء الولايات المتحدة. اعتمدت OCM على هذا النموذج السابق الذي طورته باربرا ماكنيني وحلول أعمال الأورام المبتكرة من خلال 20 دولارًا   مليون منحة من CMMI. تضمنت "COME HOME" أحكامًا ستُحاكى لاحقًا من قِبل OCM مثل: شرط استخدام السجلات الصحية الإلكترونية (EHR)، وتثقيف المرضى، والوصول إلى الدعم عبر الهاتف على مدار الساعة وطوال أيام الأسبوع. أبلغ البرنامج عن انخفاض معدل الاستشفاء واستخدام خدمات الطوارئ وانخفاض تكلفة الرعاية. :373
في سبتمبر 2014، بينما كان OCM لا يزال قيد التطوير، علقت الجمعية الأمريكية لعلم الأورام السريري (ASCO) على البرنامج، «حيث حث CMS على استكشاف إصلاحات ضخمة»، كما عرض نموذج الدفع البديل الخاص بها. في فبراير 2015، أطلقت (CMMI) برنامجًا تجريبيًا يتضمن 100 ممارسة محتملة لعلاج الأورام ودعوة دافعي التأمين الآخرين للمشاركة. :372  تم إطلاق OCM رسميًا في 1 يوليو 2016. تم الإعلان عنه في 28 يونيو، كجزء من قمة نائب الرئيس (جو بايدن) للسرطان.

## التصميم
يمكن للأطباء والمستشفيات أن يكتسبوا 160 دولارًا لكل شخص مريض شهريًا لمدة تصل إلى ستة أشهر كاملة والتي تبدأ عند بدء العلاج الكيميائي. من أجل التأهل لهذه المدفوعات، يجب أن تلبى استمرارية الممارسة حسب معايير الرعاية الستة التالية: :337  :115
- يجب أن توفر وصولاً على مدار الساعة طوال أيام الأسبوع إلى مقدم الرعاية الصحية الذي لديه حق الوصول إلى السجلات الطبية للممارسة،
- تطوير والحفاظ على خطة شاملة لإدارة الرعاية، على النحو المبين من قبل معهد الطب، [18]
- تنسيق الرعاية من خلال استخدام الملاحين المريض، [19]
- يتعين على المشاركين في OCM استخدام مكتب المنسق الوطني المعتمد من قبل المنسق الوطني ويجب أن يشهدوا على المرحلة الأولى من الاستخدام المجدي بحلول السنة الأولى والمرحلة 2 بحلول السنة الثالثة،
- استخدام العلاجات السريرية المقبولة على أساس المبادئ التوجيهية
- الإبلاغ عن تحسينات الرعاية المنفذة والنتائج السريرية، واستخدام البيانات لتحسين الجودة المستمر،

من أجل الحصول على مدفوعات تستند إلى الأداء، يجب أن تُظهر الممارسات انخفاض في الإنفاق لكل حلقة علاج مقارنةً بالمعايير القياسية. يتم تحديد المعيار من خلال استخدام تعديل مخاطر النفقات مقارنة بـ «فترة الأساس التاريخية التي تم توجيهها إلى فترة الأداء الحالية.»  :115 يتطلب البرنامج أن تُبلغ الممارسات عن نتائج علاجاتها ويقارن ذلك بمقاييس الجودة لتحديد مستوى السداد لهذه الممارسة. أعلن عدد من مجموعات مقدمي الرعاية الصحية أنهم طوروا أنظمة لإعداد التقارير المصممة خصيصًا لعلاج الأورام لتلبية متطلبات (OCM) ومتطلبات (EHR) الخاصة بها. بعض هذه الحلول تشمل حلولًا خارجية مثل Archway Health ،  Cota Healthcare ،  Flatiron Health ،  McKesson Speciality Health ،  و Navigating Cancer.

## الانتقادات
في ردهم على النموذج، انتقد (بلايس بوليت) و (هارولد ميلار) من جامعة شيكاغو (OCM) لعدم ذهابه إلى الحد الكافي. من وجهة نظرهم، فإن الفشل في التخلص من (FFS) معًا هو عيب أساسي في نموذج الدفع. لا تدفع الدفعة الشهرية السطحية شيئًا يذكر لمنع زيارات العيادة غير الضرورية التي يُجبر الأطباء على جدولتها من أجل تبرير رسوم الرعاية الفعلية المقدمة: 
 يزعمون بأن المدفوعات التي تبلغ 160 دولارًا لكل مستفيد شهريًا بإنها لا تكفي للتخفيف من هذا الصنف من الخسارة في الإيرادات، ونادراً ما نجحت إمكانية العائد على التوفير في نماذج (ACO) السابقة في الاختبار. :117
لا يوجد أساس علمي طويل لمدة ستة أشهر من حلقة الرعاية التي تبدأ عند بدء العلاج الكيميائي. في حين أن بعض علاجات الأورام لا تستغرق سوى أسابيع لإكمالها، إلا أن البعض الآخر قد يستغرق ستة أشهر كاملة من هذه الحلقة. ومع ذلك، يتم دفع معدل حزمة كاملة للطبيب في كلتا الحالتين. في الواقع، إذا استغرقت رعاية المريض ما يزيد قليلاً عن ستة أشهر، فيجب على الطبيب الحفاظ على الرعاية في حلقة ثانية ويحق له الحصول على مدفوعات مقابل حلقتين مجمعتين. وفقًا لـ (ميلار) و (بولايت)، فإن هذا يخلق «حافزًا ضارًا» للطبيب لتأخير إنهاء العلاج أو تأخير جزء من العلاج حتى الحلقة الثانية من أجل إثبات انخفاض الإنفاق في الحلقة الأولى، وهو شرط قائم على الأداء دفع. :118

## شركات التأمين المشاركة
اعتبارًا من 18 مارس 2017 ، شركات التأمين التالية في الوقت حالي تقبل نظام الدفع (OCM):
- Aetna
- Blue Cross Blue Shield of Michigan
- Blue Cross Blue Shield of New Mexico
- Blue Cross Blue Shield of Oklahoma
- Blue Cross Blue Shield of Texas
- BlueCross BlueShield of South Carolina[7]
- Capital BlueCross (Central Pennsylvania)
- مراكز الرعاية الصحية والخدمات الطبية
- سقنا
- EmblemHealth
- Health Alliance Plan
- Highmark
- Priority Health
- نظام سوما الصحي
- جامعة أريزونا
- UPMC Health Plan
- VIVA Health